# Грб Сисачко-мославачке жупаније
Грб Сисачко-мославачке жупаније је званични грб хрватске територијалне јединице, Сисачко-мославачка жупанија.

## Опис грба
Грб Сисачко-мославачке жупаније је грб који је вертикално подељен на два дела. На десној страни грба, који је зелене подлоге, налази се рода, а на левој страни грба, који је светлоплаве подлоге, налази се мач окренут врхом према доле. Штит је оивичен златном бојом, а изнад штита се налази златна круна од седам кула (бедемска круна).
Рода је узета као симбол, јер је птица која се често појављује на подручју Сисачко-мославачке жупаније, а мач као симбол одлучности популације да се бране, али и спремност на мир (окенутост према доле).
Грб, као ни заставу, није одобрило Министарство управе Републике Хрватске, јер се замера коришћење круне која је симбол суверенитета којег ова жупанија нема.